# وازگن صافاریان (تاریخ‌نگار ادبی)
وازگن همایاکی صافاریان (ارمنی: Վազգեն Հմայակի Սաֆարյան؛ زادهٔ ۵ ژوئیهٔ ۱۹۴۷) تاریخ‌نگار ادبی اهل ارمنستان است.

## زندگی
وی در ۵ ژوئیهٔ ۱۹۴۷ در ووسکوان، شهرستان نویمبریان به دنیا آمد و از دانشگاه دولتی ایروان فارغ‌التحصیل گشت. وی عضو اتحادیه نویسندگان ارمنستان است وی برنده جوایزی همچون مدال موسس خورناتسی است.